# Дом Исаевых
Дом Исаевых, ошибочно известный как дом Якова Брюса — историческое здание в Москве, построенное в конце XVII — начале XVIII века. Объект культурного наследия федерального значения. Расположен на проспекте Мира, дом 12, строение 2.

## История
Главный дом исторического владения представляет собой двухэтажные палаты, возведённые во владении купцов Исаевых в конце XVII — начале XVIII века (по другим данным, в последней трети XVII века). Основатель династии Иван Исаев из Дубровно скупил несколько дворов на 1-й Мещанской улице (нынешний проспект Мира), объединив владения. Палаты размещены торцом к 1-й Мещанской улице (ныне проспект Мира) на некотором отдалении от проезжей части, то есть построены до формирования красной линии улицы. Распространена легенда, что дом принадлежал Якову Вилиму Брюсу, однако она противоречит данным о владельцах участка. В действительности Брюс владел одним из соседних участков, его дом не сохранился. До 1777 года участком владели Исаевы, позже — другие купеческие семьи: вначале купец Василий Солодовников, по состоянию на 1803 год — А. К. Колыбелин. Дом в это время неоднократно перестраивался. Служебные корпуса (строения 3 и 8), окружающие парадный двор, возведены после пожара 1812 года, когда усадьбой владела купчиха Наталья Лобкова. В то время существовал усадебный сад с регулярной планировкой позади дома, в нём были беседки и вишнёвая аллея. В 1862 году, когда усадьбой владел врач Карл Бари, флигель, выходивший на линию улицы (строение 3), надстроен вторым этажом. Во второй половине XIX века владение перешло к семье Баскаковых, последними перед революцией ей владели сёстры А. И. Звонова и О. И. Возничихина, урождённые Баскаковы. В 1873 году для Ф. Баскаковой возведён доходный дом по красной линии улицы (строение 1), перестроенный из одноэтажного флигеля (архитектор Чичагов, вероятно, Михаил Николаевич). При реставрации 1990-х годов раскрыты детали первоначальной отделки главного дома.

## Архитектура
Сохранившаяся отделка главного дома в основном относится к стилю классицизма рубежа XVIII—XIX веков: на парадном (южном) фасаде нижний этаж рустован, окна верхнего этажа украшены сандриками и подоконными нишами. Восстановленные детали первоначального облика дома Исаевых (оконные проёмы, наличники) сохранились на южном фасаде, они выполнены в стиле московского барокко.

## Галерея

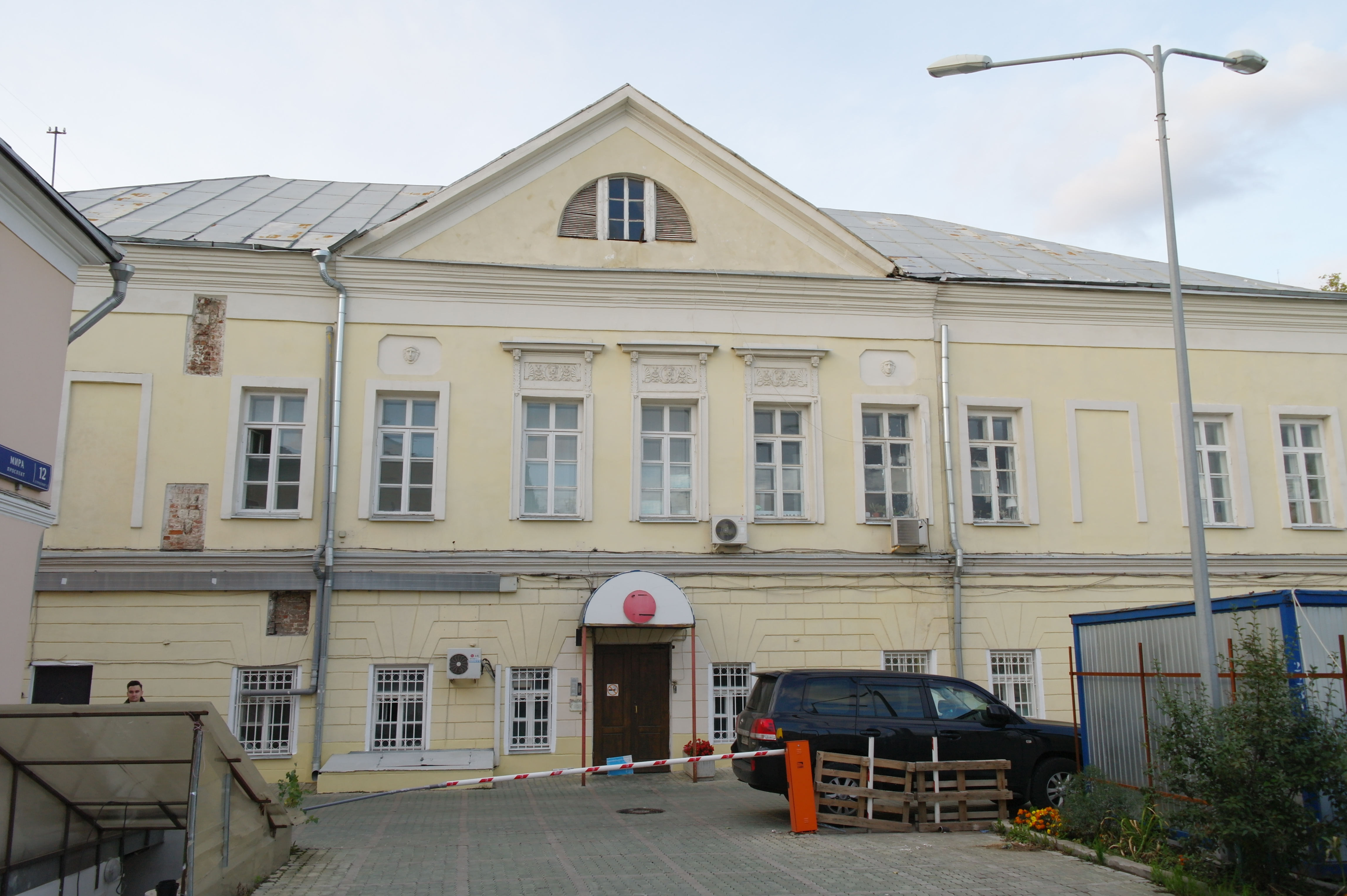
Южный фасад главного дома
Двор усадьбы Исаевых с каретными сараями (строение 8)
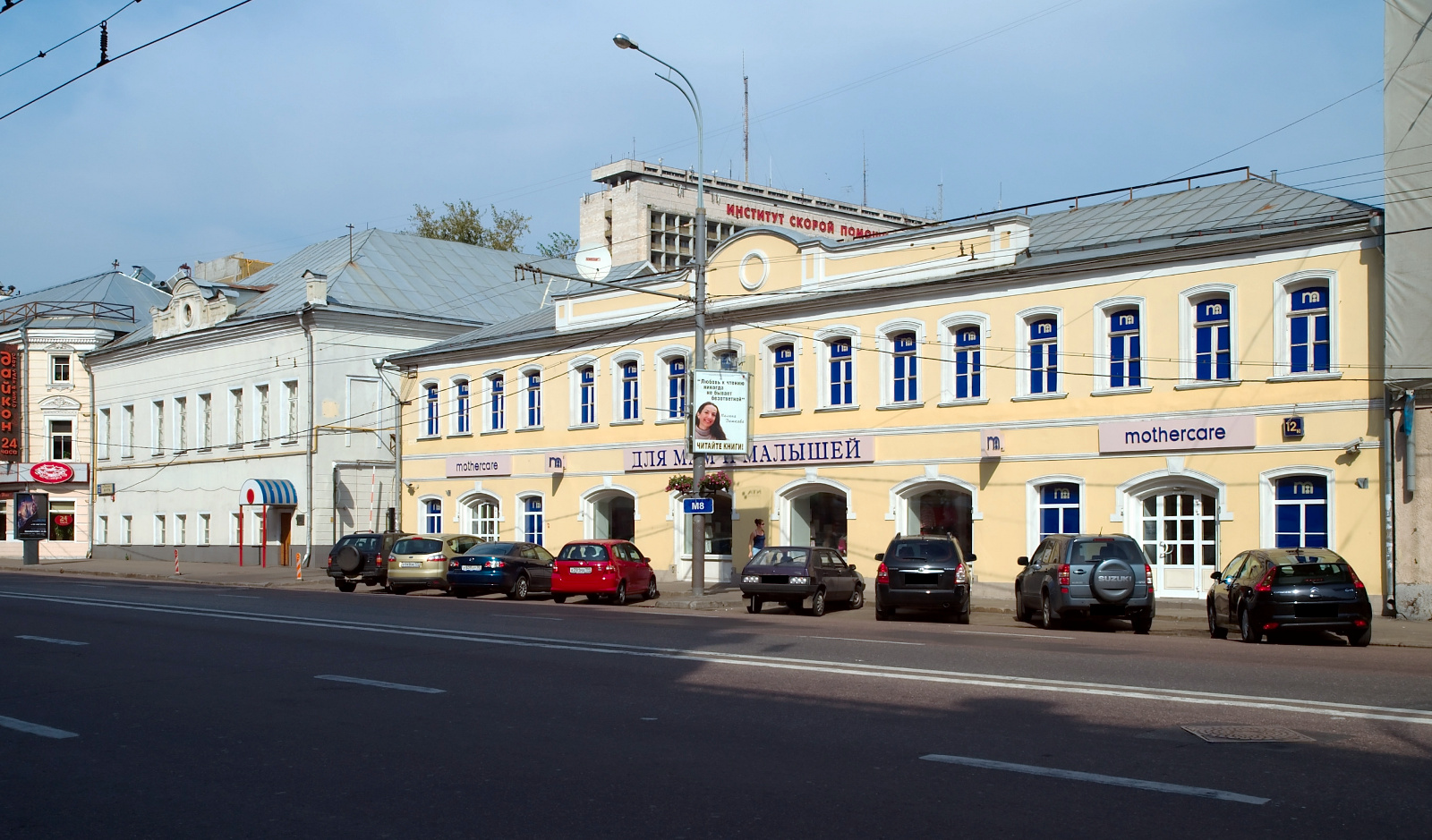
Надстроенный бывший флигель усадьбы (строение 3)